# الکسیا، شاهدخت یونان و دانمارک
الکسیا، شاهدخت یونان و دانمارک (انگلیسی: Princess Alexia of Greece and Denmark؛ زادهٔ ۱۰ ژوئیهٔ ۱۹۶۵) نخستین فرزند کنستانتین دوم، پادشاه یونان و آنه ماری یونان است که از سال ۱۹۶۴ تا زمانی که سلطنت در سال ۱۹۷۳ لغو شد، پادشاه یونان و ملکه یونان بودند. او از زمان تولدش در ۱۹۶۵ تا تولد برادرش پاولوس، ولیعهد یونان در ۱۹۶۷، وارث مقدر تخت سلطنت یونان بود.

## زندگی‌نامه

الکسیا با مادرش، آنه ماری یونان، در ۱۹۶۵

الکسیا در ۱۰ ژوئیه ۱۹۶۵ در مون ریپوس، ویلا در جزیره یونانی کورفو به دنیا آمد که در آن زمان به عنوان اقامتگاه تابستانی خانواده سلطنتی یونان استفاده می‌شد. او نخستین فرزند کنستانتین دوم، پادشاه یونان و آنه ماری یونان از فهرست شاهان یونان بود. در زمان تولد او، پدرش پادشاه یونان، فردریک نهم پادشاه قلمروی دانمارک و گوستاو آدولف ششم پادشاه سوئد بودند.
به عنوان تنها فرزند پادشاه، از زمان تولدش تا تولد برادرش پاولوس، ولیعهد یونان در ۲۰ مه ۱۹۶۷، الکسیا وارث مقدر تخت سلطنت یونان بود که در آن زمان یک سلطنت فعال بود. قانون اساسی یونان ۱۹۵۲ حق جانشینی سلطنت را از قانون سالیک که در بسیاری از کشورهای قاره‌ای رایج بود و مانع جانشینی زنان می‌شد، به حق اولویت نخستین فرزند تغییر داده بود که به موجب آن اگر یک زن هیچ برادری نداشته باشد، حق جانشینی سلطنت را به دست می‌آورد، مشابه قوانین جانشینی آن زمان در بریتانیا، دانمارک و اسپانیا.

## جوایز
وی همچنین برندهٔ جوایزی همچون نشان سنت اولگا و سوفیا و نشان ردیمر شده است.